# Andora na Zimowych Igrzyskach Paraolimpijskich 2006
Reprezentacja Andory na Zimowych Igrzyskach Paraolimpijskich 2006 liczyła 2 sportowców.

## Reprezentanci Andory

### Narciarstwo alpejskie
- Francesca Ramirez
- Xavier Barios

## Medale

### Złote medale
brak

### Srebrne medale
brak

### Brązowe medale
brak